# Rudnia Karpiłowska
Rudnia Karpiłowska (ukr. Рудня-Карпилівська, Rudnia-Karpyliwśka) – wieś na Ukrainie, w obwodzie rówieńskim, w rejonie sarneńskim, w hromadzie Karpiłówka. W 2001 liczyła 513 mieszkańców.
W okresie międzywojennym wieś znajdowała się w granicach II RP, wchodząc w skład gminy Lubikowicze w powiecie sarneńskim, w województwie wołyńskim.